# Величкин, Игорь Геннадьевич
И́горь Генна́дьевич Вели́чкин (3 июля 1987, Магнитогорск, СССР) — российский хоккеист, нападающий. Сын Геннадия Величкина. Победитель Чемпионата России по хоккею с шайбой 2006/2007 в составе Магнитогорского «Металлурга».

## Биография
Воспитанник магнитогорского хоккея. Дебютировал в чемпионате России в 2005 году в составе тольяттинской «Лады», выступая до этого за фарм-клуб родного магнитогорского «Металлурга». В сезоне 2006/2007 перебрался в основу «Магнитки», где играл на протяжении двух сезонов, при этом неоднократно выступая и за молодёжную команду. Однако полностью раскрыться в Магнитогорске Величкину не удалось, и сезон 2007/2008 он заканчивал уже в дубле новосибирской «Сибири».
20 апреля 2008 года Величкин подписал контракт с «Трактором». В Челябинске выступал три сезона, провёл в общей сложности 108 матчей, в которых набрал 17 (12+5) очков. По ходу сезона 2010/2011 контракт с форвардом был расторгнут. Следующим клубом в карьере Величкина стал чеховский «Витязь». Переходу поспособствовал тренер «Витязя» Андрей Назаров, который был знаком с нападающим ещё по работе в «Тракторе». 10 декабря 2011 года был обменян в «Автомобилист». Взамен «Витязь» получил право выбора во втором раунде драфта юниоров КХЛ 2014.
7 сентября 2012 года Величкин и Кирилл Лебедев подписали контракты с новосибирской «Сибирью» сроком на два года.
7 июля 2016 года стало известно, что Величкин будет выступать в составе дебютанта КХЛ ХК «Куньлунь Ред Стар».

### Сборная
Величкин принимал участие в Мировом Кубке Вызова 2004 для игроков не старше 17 лет, а также в юниорском чемпионате мира 2005.

## Статистика выступлений
Последнее обновление: 17 декабря 2013 года
|             |                |             | Регулярный сезон | Регулярный сезон | Регулярный сезон | Регулярный сезон | Регулярный сезон | Регулярный сезон | Плей-офф | Плей-офф | Плей-офф | Плей-офф | Плей-офф | Плей-офф |
| Сезон       | Команда        | Лига        | Игр              | Г                | П                | Очк              | +/-              | Штр              | Игр      | Г        | П        | Очк      | +/-      | Штр      |
| ----------- | -------------- | ----------- | ---------------- | ---------------- | ---------------- | ---------------- | ---------------- | ---------------- | -------- | -------- | -------- | -------- | -------- | -------- |
| 2003/04     | Металлург Мг-2 | Первая лига | 16               | 5                | 6                | 11               | --               | 8                | —        | —        | —        | —        | —        | —        |
| 2004/05     | Металлург Мг-2 | Первая лига | 42               | 8                | 16               | 24               | --               | 32               | —        | —        | —        | —        | —        | —        |
| 2005/06     | Металлург Мг-2 | Первая лига | 16               | 7                | 10               | 17               | --               | 61               | —        | —        | —        | —        | —        | —        |
| 2005/06     | Лада-2         | Первая лига | 11               | 5                | 2                | 7                | --               | 8                | —        | —        | —        | —        | —        | —        |
| 2005/06     | Лада           | Суперлига   | 8                | 0                | 0                | 0                | -1               | 2                | 2        | 0        | 0        | 0        | -1       | 0        |
| 2006/07     | Металлург Мг   | Суперлига   | 30               | 2                | 3                | 5                | +2               | 10               | —        | —        | —        | —        | —        | —        |
| 2007/08     | Металлург Мг-2 | Первая лига | 41               | 26               | 25               | 51               | --               | 76               | —        | —        | —        | —        | —        | —        |
| 2007/08     | Сибирь-2       | Первая лига | 4                | 3                | 0                | 3                | +2               | 2                | —        | —        | —        | —        | —        | —        |
| 2007/08     | Металлург Мг   | Суперлига   | 3                | 0                | 0                | 0                | 0                | 2                | 1        | 0        | 0        | 0        | 0        | 0        |
| 2008/09     | Трактор        | КХЛ         | 53               | 7                | 2                | 9                | 0                | 12               | 3        | 0        | 0        | 0        | -2       | 2        |
| 2009/10     | Трактор        | КХЛ         | 45               | 5                | 3                | 8                | -6               | 8                | 4        | 0        | 0        | 0        | 0        | 2        |
| 2010/11     | Трактор        | КХЛ         | 3                | 0                | 0                | 0                | -1               | 0                | —        | —        | —        | —        | —        | —        |
| 2010/11     | Витязь         | КХЛ         | 35               | 5                | 2                | 7                | -6               | 12               | —        | —        | —        | —        | —        | —        |
| 2011/12     | Витязь         | КХЛ         | 18               | 0                | 0                | 0                | -7               | 6                | —        | —        | —        | —        | —        | —        |
| 2011/12     | Автомобилист   | КХЛ         | 24               | 0                | 2                | 2                | -1               | 6                | —        | —        | —        | —        | —        | —        |
| 2012/13     | Сибирь         | КХЛ         | 12               | 3                | 2                | 5                | -8               | 18               | —        | —        | —        | —        | —        | —        |
| 2013/14     | Металлург Нк   | КХЛ         | 13               | 0                | 0                | 0                | -7               | 4                | —        | —        | —        | —        | —        | —        |
| Всего в КХЛ | Всего в КХЛ    | Всего в КХЛ | 203              | 20               | 11               | 31               | -34              | 66               | 7        | 0        | 0        | 0        | -2       | 4        |